# 340579 Losse
340579 Losse è un asteroide della fascia principale. Scoperto nel 2006, presenta un'orbita caratterizzata da un semiasse maggiore pari a 3,0888363 au e da un'eccentricità di 0,1833216, inclinata di 17,68510° rispetto all'eclittica.